# Mark 22 (核爆弾)
Mark 22はアメリカ合衆国が開発していた核爆弾。カルフォルニア大学放射線研究所（後のローレンスリバモア国立研究所）が初めて設計した核兵器である。
熱核弾頭であり、サイズは直径51インチ、重量18,000ポンド。核出力は1Mtを計画していた。キャッスル作戦クーン実験(Castle Koon)の装置を基にした設計である。しかしながら、1954年4月7日に行なわれたクーン実験は不完全核爆発であり、プライマリーは起爆したものの、セカンダリーの核融合反応が非常に小さく、実験は失敗した。このため、1954年4月に実験兵器TX-22の段階で開発は中止され、実用化はなされなかった。